# مؤسسة فيكار هوب
مؤسسة فيكار هوب (بالإنجليزية: Vicar Hope Foundation)، هي منظمة غير حكومية وغير ربحية، تقدم الخدمات الصحية والاجتماعية، أسستها السيدة Nkechi Ikpeazu ومسجلة في دولة نيجيريا غرب إفريقيا، ولها مجلس أمناء مكون من تسعة أعضاء، تم تأسيسها في 11 نوفمبر 2015. 

## التاريخ
- تتمتع المؤسسة بمركز استشاري خاص لدى المجلس الاقتصادي والاجتماعي التابع للأمم المتحدة.

- تشارك مؤسسة Vicar Hope في مجالات الصحة والتعليم والعنف القائم على النوع الاجتماعي والمناخ والبيئة والحد من الفقر واكتساب المهارات وتطويرها للمعوزين والإسكان للمعوزين والرعاية الاجتماعية وتمكين الشباب والنساء.

- يقع مقرها الرئيسي في اومواهيا، ولاية أبيا، نيجيريا حيث تدير مركزًا للشباب وتدير أيضًا أحد مركزيها الطبيين اللذين يركزان على اضطراب الخلايا المنجلية ورعاية كبار السن ورعاية الأمومة والطفولة.

- يقع المركز الطبي والتشخيصي الثاني في مدينة أبا بنيجيريا.[4]

## برامج المؤسسة الصحية
- تدير المؤسسة عملية التخلص من الديدان لأطفال المدارس في المدارس المجتمعية.

- تعزز التوعية والتوعية بالأمراض التي يمكن الوقاية منها مثل "مرض السكري والسرطان" بينما توفر مراكزها الطبية خدمات الكشف المبكر عن سرطان الثدي بما في ذلك الفحص والفحص.

- قامت مؤسسة Vicar Hope بالتعاون بين وزارة الصحة الحكومية ومعهد نستله للتغذية الأفريقي، والجمعية النيجيرية لطب الأطفال حديثي الولادة لتدريب 100 فرد من العاملين الطبيين من المؤسسات الصحية الخاصة والعامة.

- إقامة الدورات التدريبية حول إنعاش المواليد الجدد والرعاية الأساسية لحديثي الولادة، وهو إجراء تدخل حاسم يتم تطبيقه في الدقيقة الأولى بعد الولادة وهو أمر بالغ الأهمية لمساعدة الطفل على البدء في التنفس خاصة عندما لا تتوفر المرافق الطبية في المناطق الريفية في أفريقيا.[5]

## الدعم
- تدعم المؤسسة الأمهات الجدد المعوزات.

- تدير المؤسسة مركزين طبيين يقدمان الرعاية لكبار السن ومرض فقر الدم المنجلي ورعاية الأم والطفل.

- يقدم قسم رعاية مرضى فقر الدم المنجلي في المركز، بالإضافة إلى إدارة الأمراض ورعايتها.[6]

## الخدمات الاستشارية والتوعية
تغطي منطقة يبلغ عدد سكانها مجتمعة حوالي 16 مليون نسمة.
موقعها يجعلها قريبة من المناطق الريفية في ولاية أبيا، حيث يوجد الحد الأدنى من وجود المراكز الصحية المتخصصة. كما أنه يجعلها في متناول سكان الريف الذين يشكلون الجزء الأكبر من الأشخاص الأكثر عرضة للآثار الاقتصادية والجسدية المتعددة لمرض فقر الدم المنجلي
قامت المؤسسة برعاية إقرار تشريع في المجلس التشريعي للولاية يسعى إلى الحد من انتشار مرض فقر الدم المنجلي.

## التعليم
قامت المؤسسة ببناء فصول دراسية وتبرعت بالأثاث المدرسي والكتب للمجتمعات الريفية، كما أنها تقدم المنح الدراسية للطلاب من خلال برنامجها.
قامت مؤسسة Vicar Hope بتأسيس مجمع للمفكرين الحضريين، وهو أحد أنشطة الأجندة الحضرية الجديدة المدعوم من الأمم المتحدة والذي تضمن ورش عمل ومناقشات وأنشطة في عام 2017، مما مهد الطريق للعديد من المشاركات بين موئل الأمم المتحدة وحكومة ولاية أبيا، مما يؤدي إلى اتخاذ إجراءات ملموسة لمعالجة التحديات الحضرية الرئيسية مثل الإسكان والنقل والاستدامة البيئية وتغير المناخ والشمول الاجتماعي في ولاية أبيا.
يُعد مجمع المفكرين الحضريين بمثابة منصة للأفراد والمنظمات وأصحاب المصلحة للالتقاء ومناقشة القضايا الحضرية وتبادل الأفكار والتعاون بشأن حلول التنمية الحضرية المستدامة وإنعاش الأحياء الفقيرة.

## العنف القائم على النوع الاجتماعي
- يساعد برنامج الإستجابة للعنف القائم على النوع الإجتماعي، الناجين الذين يدخلون مسارات الإحالة للوصول إلى الدعم والخدمات الصحية والقانونية والنفسية والاجتماعية المناسبة.

- يقدم مكتب التنسيق هذا الدعم للاستجابة السريعة للعنف القائم على النوع الاجتماعي عند حدوثه.

- تلتزم مؤسسة Vicar Hope أيضًا بتطوير الاستراتيجيات والمبادئ التوجيهية مع التعاون مع الشركاء المنفذين لتنظيم الدورات التدريبية وبرامج التوعية العامة وتعزيز الشراكة مع أصحاب المصلحة الرئيسيين للحد من العنف القائم على النوع الاجتماعي.

- تدريب وتمكين الأشخاص المعوزين بالمهارات والمعدات اللازمة لجعلهم يعتمدون على أنفسهم.

- توزيع معدات التمكين لمساعدة سكان الريف على بدء أعمال تجارية صغيرة.[9]